# Jaroslav Kladiva
Jaroslav Kladiva (24. února 1902 Rychnov nad Kněžnou – 25. května 1943 Věznice Plötzensee) byl český novinář a protinacistický odbojář.

## Život
Narodil se 24. února 1902 v Rychnově nad Kněžnou do rodiny kováře Josefa Kladivy a jeho manželky Františky, roz. Škopové.
V letech 1933 až 1940 byl redaktorem Lidových novin. Zabýval se sociální a odborovou problematikou. Po německé okupaci Čech, Moravy a Slezska se zapojil do protinacistického odbojového hnutí. V letech 1939 až 1940 byl členem odbojové skupiny Františka Bauera. Dne 21. června 1940 byl zatčen gestapem, byl vězněn v Terezíně, v roce 1942 byl odsouzen k trestu smrtí a dne 25. května 1943 byl v Berlíně-Plötzensee popraven gilotinou.

## Poznámka
1. ↑  Někdy je chybně uáděno jiné datum úmrtí.